# Erich S. Gruen
Erich S. Gruen, auch Erich Stephen Gruen (geboren am 7. Mai 1935 in Wien als Erich Grünberg) ist ein amerikanischer Althistoriker österreichischer Herkunft. Er ist emeritierter Gladys Rehard Wood Professor für Geschichte und Klassische Altertumswissenschaft an der University of California, Berkeley, wo er von 1966 bis 2008 lehrte.

## Leben

### Herkunft und Familie
Erich Stephen Gruen, 1935 als Grünberg geboren, stammt aus einer Wiener jüdischen Familie. Sein Vater war der Holocaustüberlebende Siegfried Grünberg (geb. 14. August 1899 in Wien; gest. 24. Dezember 1987 als Siegfried Grün in den USA), seine war Mutter Irma Grünberg (geb. 8. Juli 1906 als Irma Katz in Wien; gest. Dezember 1993 als Irma Grün in den USA). Die österreichischen Staatsbürger, im 20. Wiener Bezirk Brigittenau ansässig, heirateten am 5. Juni 1932 im Tempel II, Pazmanitengasse. Nach der Geburt von Erich am 7. Mai 1935 wurde am 5. März 1938 seine Schwester Kitty Grünberg in die Familie hineingeboren. Nach dem „Anschluss“ Österreichs wurde der Vater Siegfried Grünberg im KZ Dachau inhaftiert, von dort ist ein Brief von ihm an seine Frau Irma erhalten, datiert mit 26. Februar 1939, abgestempelt mit 2. April 1939. Wenige Monate nach Beginn des Zweiten Weltkriegs kam er aus unbekannten Gründen aus dem Konzentrationslager frei: „Was jedenfalls half, war der Nachweis entfernter Verwandter in den Vereinigten Staaten, vielleicht half auch eine großzügige ‚freiwillige Spende‘, dafür hat Aaron [der Urenkel; Anm.; siehe unten im Abschnitt Staatsbürgerschaft] aber keine Belege. Was er hat, sind Briefe, die Siegfried aus Dachau seiner Frau Irma schrieb.“

### Emigration in die USA und Einbürgerung
Am 16. März 1939 wurden der Mutter Irma Grün mit den bei ihr eingetragenen Kindern Erich (4 Jahre) und Kitty (1,5 Jahre) und am 31. März 1939 dem Vater Siegfried Grün mit Staatsangehörigkeit Deutsches Reich vom Polizeipräsidenten von Wien als zuständige Behörde Reisepässe mit dem obligatorischen J zur Ausreise, gültig bis 16. bzw. 31. März 1940, ausgestellt. Am 11. Juli 1939 wurde ihnen vom US-Konsulat in Wien in den Pässen ihre Immigration Visa eingetragen. Am 3. August 1939 reiste die Familie laut Ausreisestempel in ihren Pässen über die Grenzübergangsstelle Cuxhaven aus, auf dem Schiff wurden ihnen am 9. August vom Zahlmeister je Person 10 RM der sogenannten Reisefreigrenze in Devisen ausgehändigt.
Mit seiner Immigrationsurkunde der Vereinigten Staaten vom 5. Dezember 1944 wurde Siegfried Gruen US-Staatsbürger, als Bestandteil der Einbürgerung wurde gleichzeitig sein Familienname von Grünberg auf Gruen abgeändert. Wiewohl nicht in der USHMM-Sammlung enthalten, wurden wohl in gleicher Weise auch die Mutter Irma mit den beiden Kindern Erich und Kitty Gruen zu US-Staatsbürgern.

### Ausbildung, Forschung und Lehre
Erich Gruen studierte von 1953 bis 1957 Geschichte, Griechisch und Latein an der Columbia University (Abschluss B.A. mit Auszeichnung) und bis 1960 Literae Humaniores – Alte Geschichte und Philosophie an der Oxford University (Abschluss B.A. mit Auszeichnung; M.A.). Anschließend studierte er Geschichte mit Schwerpunkten in Griechischer Geschichte, Römischer Geschichte und Neuerer Europäischer Geistesgeschichte an der Harvard University und promovierte 1964 zum Ph.D.
Gruen hatte Lehraufträge an der Harvard University (1962–1966) und an der University of California, Berkeley (1966 bis zu seiner Emeritierung im Jahr 2008: griechische und römische Geschichte sowie Geschichte der Juden in der Griechisch-Romanischen Welt), sowie Gastprofessuren an den folgenden Universitäten: University of Colorado (1981), Hebräische Universität Jerusalem (1984), Princeton University (1987–1988), Cornell University (1991) und University of Minnesota (1994). 1986 wurde er zum Gladys Rehard Wood Professor für Geschichte und Klassische Altertumswissenschaft ausgezeichnet.
Sein anfänglicher Forschungsschwerpunkt lag auf der Geschichte der Römischen Republik. Sein vielleicht bekanntestes Werk, The Last Generation of the Roman Republic (Berkeley 1974), wird allgemein als Gegenentwurf zu Ronald Symes The Roman Revolution (Oxford 1939) und zu Christian Meiers Res publica amissa (1966) angesehen: Gruen argumentierte, der Untergang der Republik sei zumindest bis 50 v. Chr. keineswegs unausweichlich gewesen, und die damaligen Politiker hätten auch nicht damit gerechnet. Überaus einflussreich war daneben auch die Studie The Hellenistic World and the Coming of Rome von 1984, in der Gruen die These vertritt, die römische Politik gegenüber der griechischen Welt im Hellenismus sei vor allem von Missverständnissen geprägt gewesen, die letztlich zur Annexion Griechenlands durch Rom geführt hätten – etwas, das die Römer zumindest anfangs überhaupt nicht gewollt hätten, wozu sie sich aber aufgrund der Unfähigkeit der Griechen, inneren Frieden zu wahren, gezwungen gesehen hätten. Weitere Forschungsschwerpunkte Gruens sind Ethnizität und das Judentum in der antiken Welt.
Erich Gruen lebt (Anfang 2025) immer noch in Berkeley.

### Staatsbürgerschaft
Nach der Emigration in die Vereinigten Staaten und der nachfolgenden Einbürgerung als US-Staatsbürger erlangte Erich Gruen seine ursprüngliche, ihm von den Nazis genommene österreichische Staatsbürgerschaft nicht mehr zurück, weil er sich dagegen entschieden hat:
Erichs in München lebender Sohn Keith Gruen, der mit der deutschen Staatsbürgerin Regine Gruen verheiratet ist und der die notwendigen Dokumente und Nachweise zusammengetragen hatte, sowie sein Sohn Aaron Gruen (Erich Gruens Enkel), bemühten sich, nachdem sie von der im September 2020 geschaffenen Möglichkeit zum Erhalt der Staatsbürgerschaft für Verfolgte des Nationalsozialismus und ihre direkten Nachkommen erfahren hatten, um diese. Seit Mai 2022 sind beide, Keith und Aaron Gruen, österreichische Staatsbürger. Der Vater bzw. Großvater Erich Gruen lehnte hingegen den Zurückerhalt der österreichischen Staatsbürgerschaft ebenso ab, wie er auf die Annahme der ihm gesetzlich zustehenden Entschädigung in sechsstelliger Höhe verzichtet hatte, trotzdem ihm dieses seine beiden Nachfahren die Annahme nahegelegt hatten.

## Auszeichnungen, Ehrungen, Mitgliedschaften
- 1956: Phi Beta Kappa, Columbia University
- 1957–1960: Rhodes-Stipendium, University of Oxford
- 1960–1964: Graduate National Fellowship, Harvard University
- 1969–1970: Guggenheim-Stipendium
- 1973–1974: Mitglied des Institute for Advanced Study, Princeton University
- 1974: Gastdozent, Merton College, Oxford (Frühjahr 1974)
- Nominierung für den National Book Award (für The Last Generation of the Roman Republic; siehe Publikationen)
- 1978: Gastdozent, Merton College, Oxford (Frühjahr 1978)
- 1981: Ausgezeichneter Gasthumanist, University of Colorado (Herbst 1981)
- 1984: Stipendium der National Endowment for the Humanities
- 1984: Gastprofessor, Hebräische Universität Jerusalem
- 1985: Semple, Dozent für klassische Philologie, University of Cincinnati
- 1985–1986: Gastdozent bei Phi Beta Kappa
- 1986: Mitglied der American Academy of Arts and Sciences (gewählt 1986)[7]
- 1986: Gladys Rehard Wood Professor für Geschichte und Klassische Altertumswissenschaft, University of California
- 1987: Auszeichnung für herausragende Lehre, University of California
- 1987–1988: David Magie, Gastprofessor für Klassische Altertumswissenschaft und Geschichte, Princeton University
- 1988: James H. Breasted-Preis (für The Hellenistic World and the Coming of Rome; siehe Publikationen)
- 1989–1990: Guggenheim-Stipendium
- 1990: Aufenthalt im Fach Klassische Altertumswissenschaft an der American Academy in Rome
- 1990: Phi Beta Kappa Award für herausragende Leistungen in der Lehre
- 1991: Townsend-Dozent für klassische Philologie, Cornell University
- 1992: Präsident der American Philological Association.[8]
- 1994: Hill-Professor, University of Minnesota
- 1994: Mitglied, Institute for Advanced Studies, Hebräische Universität Jerusalem, 1996
- 1996: Stipendium der National Endowment for the Humanities, 1996
- 1997: Mitglied, Humanities Research Institute, University of California, Irvine
- 1999/2000: Präsidentenstipendium für Geisteswissenschaften
- 1999/2000: Mitglied, Stanford Center for the Humanities
- 2000: Mitglied der American Philosophical Society (gewählt 2000)

In Ehrung der Leistungen von Erich Gruen ist nach ihm der Erich S. Gruen Prize benannt, den die Society for Classical Studies (SCS) beginnend im Jahr 2020 jährlich verleiht.
Österreich:
- 1998: Österreichisches Ehrenkreuz für Wissenschaft und Kunst[10]

## Publikationen
- Roman Politics and the Criminal Courts. 149-78 BC, Cambridge (MA) 1968.
- ed: The Image of Rome. Englewood Cliffs, New York 1969.
- ed: Imperialism in the Roman Republic. New York 1970.
- The Roman Republic. Washington D.C. 1972.
- The Last Generation of the Roman Republic. Berkeley 1974 (pb., mit neuer Einleitung, 1995).
- The Hellenistic World and the Coming of Rome 2 Bände. Berkeley 1984 (pb, 1986).
- Studies in Greek Culture and Roman Policy. Leiden 1990 (pb, 1996).
- Culture and National Identity in Republican Rome. Ithaca 1992 (pb., 1994).
- co-ed: Images and Ideologies: Self-Definition in the Hellenistic World. Berkeley 1993.
- co-ed: Hellenistic Constructs: Essays in Culture, History, and Historiography. Berkeley 1997.
- Heritage and Hellenism: The Reinvention of Jewish Tradition. Berkeley 1998.
- Diaspora: Jews amidst Greeks and Romans. Cambridge (MA) 2002.
- als Hrsg.: Cultural Borrowings and Ethnic Appropriations in Antiquity. Oriens et Occidens 9, Stuttgart 2005.
- Rethinking the Other in Antiquity. Princeton 2011.
- The Construct of Identity in Hellenistic Judaism. Essays on Early Jewish Literature and History. Deuterocanonical and Cognate Literature Studies 29, Berlin/Boston 2016.

In seinem CV führt Gruen an die 70 Artikel sowie ca. 60 Rezensionen in wissenschaftlichen Zeitschriften und Sammlungen an.